# Mink
Mink, pseudonimo di Lee Mink (이밍크?; Corea del Sud, 15 febbraio 1984), è una cantante sudcoreana naturalizzata giapponese.
Il suo nome d'arte sta a significare visone.

## Carriera
Nata e cresciuta in Corea del Sud, Mink ebbe l'opportunità di entrare nel mondo della musica quando, mandata in Giappone per continuare gli studi durante la prima adolescenza, decise di inviare una demo ad una delle maggiori etichette discografiche j-pop, la Avex Trax. Ebbe subito successo con i primi due album, cantanti interamente in giapponese e mai in coreano. Mink non ha mai mostrato la propria faccia nelle copertine degli album, rimpiazzando le sue foto con dei personaggi in stile anime fino al 2008, con la pubblicazione dell'album mink II ～endless love～. Tuttavia, si è sempre mostrata nei video musicali dei propri singoli.
Nel 2005 fu pubblicato il singolo Beautiful, utilizzato nella colonna sonora del film Initial D: The Movie e successivamente incluso nell'album studio di debutto di Mink, mink.
Nel 2006, Mink pubblicò un singolo intitolato Glory of Life con l'etichetta discografica Rhythm Zone/King Street Records, singolo che fu poi remixato da Chris Cox, John Creamer e Stephane K. Il singolo fu pubblicato anche negli Stati Uniti, dove raggiunse la prima posizione nella classifica della Billboard Hot Dance Club Play. A Glory of Life fece seguito un altro singolo, 4 Love, pubblicato solo in Giappone sebbene fosse stato precedentemente destinato al mercato oltreoceano. Insieme a Koda Kumi con Trust Your Love ed Utada Hikaru con Devil Inside, Mink è stata una delle prime artiste asiatiche ad ottenere posizioni rilevanti nelle classifiche musicali statunitensi.
Ad aprile del 2006, la canzone Eternal Love (versione remix) è stata utilizzata per la colonna sonora del film Chisaki Yusha Tachi GAMERA, mentre a dicembre dello stesso anno Here by my side è stata inserita come canzone tema nel mini anime 3D Joe and Marilyn.
Il 1º gennaio 2007 è stato pubblicato il singolo Innocent Blue -Chi Hate Umi Tsukiru Made-, successivamente utilizzato nella colonna sonora della produzione nippo-mongola Aoki Ookam, film basato sulla storia di Gengis Khan.

## Discografia

### Album
- mink (RZCD-45228, 3 agosto 2005 - sono incluse la canzone Beautiful dalla colonna sonora di Initial D: The Movie e le cover I Can't Tell You Why degli Eagles, Don't Worry 'Bout a Thing di Stevie Wonder, Suki dei Drams Come True e More than Words degli Extreme)
- e+motion (RZCD-45314, 7 dicembre 2005)
- Shalom (RZCD-45516, 28 febbraio 2007)
- mink II ～endless love～ (RZCD-45754, 23 aprile 2008)
- Best of My Love (RZCD-46081, 10 dicembre 2008)

### Album speciali
- minkREMIX (RR12-88477, 20 gennaio 2006)

### Singoli
- 栄光の花 (Glory of Life)
- おまじない (Good-luck Charm)
- Rescue Me
- Beautiful One / Suitcase (maxi-singolo), (RZCD-45267, 5 ottobre 2005)
- 4 Love (RZCD-45342, 19 aprile 2006 - la canzone Eternal Love contenuta nel singolo è stata usata come canzone tema del film Chisaki Yusha Tachi GAMERA)
- Hold on to a Dream (RZCD-45425, 23 agosto 2006)
- Innocent Blue ~Chi Hate Umi Tsukiru Made~ (RCZD-45483/B, 1º gennaio 2007 - la canzone è stata usata come canzone tema del film Aoki Ookami)
- Together Again (RZCD-45647, 8 agosto 2007)
- Sense (RZCD-45680, 31 ottobre 2007)

Mink ha anche cantato una versione in inglese di Together Again, che è stata inserita nella colonna sonora dell'anime del 2007 Vexille.

### Singoli statunitensi
- Glory of Life (Chris Cox Anthem Club Mix), (versione inglese, aprile 2006)